# Воитинел (Сучава)
Воитинел (рум. Voitinel) насеље је у Румунији у округу Сучава у општини Воитинел. Oпштина се налази на надморској висини од 454 m.

## Становништво
Према подацима из 2002. године у насељу је живело 3663 становника.

### Попис2002.
| Расподела становништва по националности 2002.‍ | Расподела становништва по националности 2002.‍ | Расподела становништва по националности 2002.‍ | Расподела становништва по националности 2002.‍ | Расподела становништва по националности 2002.‍ |
| --------------------------------------------- | --------------------------------------------- | --------------------------------------------- | --------------------------------------------- | --------------------------------------------- |
|                                               |                                               |                                               |                                               |                                               |
| Румуни                                        | Румуни                                        |                                               | 2.934                                         | 80,2%                                         |
| Роми                                          | Роми                                          |                                               | 726                                           | 19,8%                                         |